# Стеван К. Павловић
Стеван К. Павловић (Београд, 7. септембар 1933 — 24. јануар 2022) био је српско-британски професор чија су специјалност историја и међународни односи.
Био је професор емеритус балканске историје на универзитету у Саутемптону и редовни члан Краљевског историјског друштва.
Од 1958. до 1965. је радио као новинар. Постао је сарадник универзитета у Саутемптону 1965, а 1997. је постао професор емеритус балканске историје.
Син је Косте Павловића, дипломате и шефа кабинета пет председника влада Краљевине Југославије (од тога четири избегличке владе) и праунук Косте Ст. Павловића.
Преминуо је 24. јануара 2022. године.

## Важнији радови
- Pavlowitch, Stevan K. (1961). Anglo–Russian Rivalry in Serbia, 1837–1839: The Mission of Colonel Hodges. Paris: Mouton & Company.
- Pavlowitch, Stevan K. (1971). Yugoslavia. New York: Praeger.
- Pavlowitch, Stevan K. (1978). Bijou d'art: Histoires de la vie, de l'œuvre et du milieu de Bojidar Karageorgévitch, artiste parisien et prince balkanique (1862–1908). Lausanne: Éditions L'Âge d'Homme.
- Pavlowitch, Stevan K.; Biberaj, Elez (1982). The Albanian Problem in Yugoslavia: Two Views. London: Institute for the Study of Conflict.
- Pavlowitch, Stevan K. (1985). Unconventional Perceptions of Yugoslavia 1940–1945. New York: Columbia University Press.
- Pavlowitch, Stevan K. (1988). The Improbable Survivor: Yugoslavia and its Problems 1918–1988. Columbus: Ohio State University Press.
- Pavlowitch, Stevan K. (1992). Tito: Yugoslavia's Great Dictator. Columbus: Ohio State University Press.
- Pavlowitch, Stevan K. (1999). A History of the Balkans 1804–1945. London, New York: Longman.
- Павловић, Стеван К. (2001). Историја Балкана (1. изд.). Београд: Clio.
  - Павловић, Стеван К. (2004). Историја Балкана 1804-1945 (2. изд.). Београд: Clio.
- Pavlowitch, Stevan K. (2002). Serbia: The History Behind the Name. London: C. Hurst & Company.
  - Америчко издање, под делимично измењеним насловом: Pavlowitch, Stevan K. (2002). Serbia: The History of an Idea. New York: New York University Press.
- Павловић, Стеван К. (2004). Србија: Историја иза имена. Београд: Clio.
- Pavlowitch, Stevan K. (2008). Hitler's New Disorder: The Second World War in Yugoslavia. New York: Columbia University Press.
- Павловић, Стеван К. (2009). Хитлеров нови антипоредак: Други светски рат у Југославији. Београд: Clio.
- Pavlović, Stevan K. (2012). Božid'art: Istorije života, dela i okruženja Božidara Karađorđevića, pariskog umetnika i balkanskog kneza (1862-1908). Beograd: Clio.